# Сајфер
Аднан Никшић, познатији под уметничким именом Сајфер (Сарајево, 18. мај 1993), босанскохерцеговачки је музичар и бивши репер.

## Биографија
Од самих почетака каријере био је део групе Treća Smjena Crew. Последњих неколико година у групи су репер Сантос и он, а заједно су издали и ЕП под називом Тренутак истине.
Сајфер је 2013. године објавио први соло албум под називом Кодекс улице. На албуму се нашло 13 песама са бројним гостима, међу осталима су ту дуети са Френкијем, Џалом и Бубом.
Јула 2015. године, Сајфер је заједно са Фоксом објавио песму Хладна ноћ којом су најавили истоимени ЕП. Сарадња са новосадским реперима из Уније је настављена, тако да је крајем исте године објавио песму Ко је ко заједно са Ђаретом.
Сајфер је током 2016. остварио сарадњу са Аднаном Пацолијем и Тариком Мулаомеровићем, учесницима такмичења X Factor Adria, са којима је објавио песму Ноћас љубав не спава. Песма се нашла и на његовом ЕП-у Чекам да плане који је објавио недуго потом. На албуму се, поред поменуте, налази још пет песама, између осталих и песма Exploziv на којој се као гост појављује Џала Брат.
Почетком 2018. године, Аднан је, заједно са својим братом Алијом, ухапшен у Лукавици пошто је у његовом возилу пронађена већа количина дроге. Аднан је осуђен на две године затвора, а казну је одслужио и на слободи се нашао почетком 2020. године и одмах објавио песму Maybach. Исте године, Сајфер је објавио још неколико песама — Привјесак, Милионер са Махдијем и Боливија.

## Дискографија

### Албуми и ЕП-ови
| №   | Назив                               | Трајање |  |
| 1.  | Анестезија (ft. Emby)               |         |  |
| 2.  | Само напријед (ft. S. One)          |         |  |
| 3.  | Док гледам град (ft. Луга)          |         |  |
| 4.  | У крају (ft. Сантос)                |         |  |
| 5.  | Кроз живот                          |         |  |
| 6.  | Пазим (ft. Контра, Alli)            |         |  |
| 7.  | Тај рад (ft. AseBase, Гастра Рајмс) |         |  |
| 8.  | Не слушам (ft. Frenkie)             |         |  |
| 9.  | Ја би опет                          |         |  |
| 10. | Побједник (ft. Тањо)                |         |  |
| 11. | Прљаво (ft. Дон Аднан)              |         |  |
| 12. | Кодекс улице (ft. Џала)             |         |  |
| 13. | Ножем у леђа (ft. Буба Корели)      |         |  |

| №  | Назив                      | Трајање |  |
| 1. | Ово је Балкан              |         |  |
| 2. | Хладна Ноћ (ft. Сеџ)       |         |  |
| 3. | Мајке плачу за дјецу       |         |  |
| 4. | Гадан план (ft. Џала Брат) |         |  |

| №  | Назив                                                       | Трајање |  |
| 1. | Чекам да плане                                              |         |  |
| 2. | Ове улице                                                   |         |  |
| 3. | Ти и ја (ft. Ајла)                                          |         |  |
| 4. | Exploziv (ft. Џала Брат)                                    |         |  |
| 5. | Ноћас љубав не спава (ft. Аднан Пацоли, Тарик Мулаомеровић) |         |  |
| 6. | Она зна (ft. Приксони)                                      |         |  |

- Тренутак истине[2] (ft. Сантос)

### Синглови
- Она је та друже мој (ft. Тањо, 2010)
- Тамно лице улице (2011)
- Циганске сузе (ft. Alli, 2011)
- Мој град Сарајево (ft. Chuky, 2011)
- Немам шта изгубит (2011)
- Rasta man (ft. TSC, 2011)
- Маријана (ft. Џала Брат, Буба Корели, 2012)
- Питаш како сам (ft. Alli, 2012)
- Класика (ft. Сантос, 2012)
- Bad boys (ft. Тањо, Alli, 2012)
- Шта има (ft. Соха, 2012)
- Здраво (2012)
- Била си моја (2012)
- Мир и љубав (2012)
- Заврти пјесму (2012)
- Причају о мени (2012)
- Он је у фазону (2012)
- Почаст (ft. Контра, Shtela, 2012)
- Предозиран (ft. Сантос, Тањо, Буба Корели, 2012)
- Наш филм (ft. Сантос, 2013)
- Solo forte (2013)
- Мушки (ft. Сантос, Frenkie, 2013)
- Одлазим (ft. Lalle, 2013)
- Никад испод части (ft. Сантос, 2013)
- Реп за праве (ft. AseBase, 2013)
- Добро јутро (ft. CMA, Сомер, 2013)
- Мрки поглед (ft. KillaRah, 2013)
- Ко није чуо (ft. AseBase, 2013)
- A.C.A.B. (ft. Jala, 2013)
- Могу сам (2013)
- Задња вожња (2014)
- Главу дигнем (ft. G Recordz, 2014)
- Не питај (ft. МУП, Гастра, 2014)
- Babylon (ft. Alli, 2014)
- Желим да знаш (2014)
- Позитива (ft. AseBase, 2014)
- Моји другови (ft. Џала Брат, 2015)
- Задњи осмијех (2015)
- Намјерно (ft. Cannibal, AseBase, 2015)
- Ко је ко (ft. Ђаре, 2015)
- Узми паре и бјежи (2015)
- Ни страх ни стид (ft. Макк, Лош син, 2016)
- Крај (ft. Ајла, 2016)
- Cerruti (2016)
- Никог нема у крају (2016)
- Nike ил Versace (2016)
- Чекам да плане (2016)
- Crn flow (ft. Раф, 2017)
- Кокаина (2017)
- На линији (2017)
- Динг донг (ft. Сантос, 2018)
- Брат (2018)
- Част (ft. Сантос, 2018)
- Maybach (2020)
- Привјесак (2020)
- Милионер (ft. Махди, 2020)
- Боливија (2020)
- "Карневал" (2022)